# Svätý Anton
Svätý Anton (w latach 1960–1996 Antol, węg.. Szentantal, niem. Sankt Anton in der Au) – wieś (obec) na Słowacji położona w kraju bańskobystrzyckim, w powiecie Bańska Szczawnica.

## Historia
Pierwsze wzmianki o miejscowości pochodzą z roku 1266.

## Demografia
Według danych z dnia 31 grudnia 2012, wieś zamieszkiwało 1225 osób, w tym 638 kobiet i 587 mężczyzn.
W 2001 roku rozkład populacji względem narodowości i przynależności etnicznej wyglądał następująco:
- Słowacy – 96,14%
- Czesi – 0,18%
- Romowie – 2,89%
- Węgrzy – 0,26%

Ze względu na wyznawaną religię struktura mieszkańców kształtowała się w 2001 roku następująco:
- Katolicy rzymscy – 79,14%
- Grekokatolicy – 0,09%
- Ewangelicy – 4,91%
- Ateiści – 11,66%
- Przedstawiciele innych wyznań – 0,09%
- Nie podano – 2,54%

## Obiekty zabytkowe
- Barokowo-klasycystyczny pałac zbudowany przez rodzinę Kohárych w  1774 r., obecnie muzeum łowiectwa i wnętrz pałacowych.
- Kościół katolicki p.w. św. Antoniego opata, późnobarokowy z II połowy XVIII w.
- Dawna baszta obronna, później dzwonnica, kryta dachem gontowym.
- Grobowa kaplica Kohárych, p.w. św. Jana Nepomucena, rokokowa z II poł. XVIII w.
- Szereg przykładów budownictwa ludowego z XIX i początków XX w.[9]